# Mount Vernon, Arkansas
Mount Vernon là một thị trấn thuộc quận Faulkner, tiểu bang Arkansas, Hoa Kỳ. Năm 2010, dân số của thị trấn này là 145 người.

## Dân số
- Dân số năm 2000: 144 người.
- Dân số năm 2010: 145 người.